# Équipe d'Algérie de football au Championnat d'Afrique des nations 2011
Cet article relate le parcours de l’Équipe d'Algérie de football A' lors du Championnat d'Afrique des nations de football 2011 organisée en Soudan du 4 février 2011 au 25 février 2011.

## Phase de poules

### Groupe A
| Équipe  | J | V | N | D | BP | BC | Dif | Pts |
| ------- | - | - | - | - | -- | -- | --- | --- |
| Soudan  | 3 | 2 | 1 | 0 | 2  | 0  | 2   | 7   |
| Algérie | 3 | 1 | 2 | 0 | 4  | 2  | 2   | 5   |
| Gabon   | 3 | 1 | 1 | 1 | 4  | 4  | 0   | 4   |
| Ouganda | 3 | 0 | 0 | 3 | 1  | 5  | -4  | 0   |

| 5 février 2011 | Ouganda | 0-2 | Algérie                  | Khartoum Stadium, Khartoum  |                             |
| 15h30 UTC+3    |         |     | Djabou 18e · Soudani 62e | Arbitrage : Koman Coulibaly | Arbitrage : Koman Coulibaly |
| 15h30 UTC+3    | Rapport |     |                          | Arbitrage : Koman Coulibaly | Arbitrage : Koman Coulibaly |

| 8 février 2011 | Gabon                              | 2-2 | Algérie         | Khartoum Stadium, Khartoum |                            |
| 17h30 UTC+3    | Lengoualama 51e · Bembangoye 90+2e |     | Soudani 70e 89e | Arbitrage : Ali Leingaifry | Arbitrage : Ali Leingaifry |
| 17h30 UTC+3    | Rapport                            |     |                 | Arbitrage : Ali Leingaifry | Arbitrage : Ali Leingaifry |

| 12 février 2011 | Soudan  | 0-0 | Algérie | Khartoum Stadium, Khartoum |                          |
| 20h00 UTC+3     |         |     |         | Arbitrage : Eddy Maillet   | Arbitrage : Eddy Maillet |
| 20h00 UTC+3     | Rapport |     |         | Arbitrage : Eddy Maillet   | Arbitrage : Eddy Maillet |

## Quarts de finale
| 18 février 2011 | Afrique du Sud | 0-2 | Algérie                         | Khartoum Stadium, Khartoum |                          |
| 14h00 (GMT)     |                |     | Maïza 44e (pen.) · Metref 90+2e | Arbitrage : Ousmane Fall   | Arbitrage : Ousmane Fall |
| 14h00 (GMT)     | Rapport        |     |                                 | Arbitrage : Ousmane Fall   | Arbitrage : Ousmane Fall |

## Demi-finale
| 22 février 2011 | Algérie                                | 1-1               | Tunisie                                     | Khartoum Stadium, Khartoum          |                                     |
| 14h00 (GMT)     | Djabou 62e                             |                   | Kasdaoui 18e                                | Arbitrage : Seechurn Rajindraparsad | Arbitrage : Seechurn Rajindraparsad |
| 14h00 (GMT)     | Rapport                                |                   |                                             | Arbitrage : Seechurn Rajindraparsad | Arbitrage : Seechurn Rajindraparsad |
| 14h00 (GMT)     | Bouazza · Lemmouchia · Meftah · Metref | Tirs au but 3 – 5 | Darraji · Souissi · Gharbi · Hichri · Korbi | Arbitrage : Seechurn Rajindraparsad | Arbitrage : Seechurn Rajindraparsad |

## Match pour la3eplace
| 25 février 2011 | Algérie | 0-1 | Soudan       | Al Hilal Stadium, Omdurman |                          |
| 14h30 (GMT)     |         |     | El Tahir 37e | Arbitrage : Eddy Maillet   | Arbitrage : Eddy Maillet |
| 14h30 (GMT)     | Rapport |     |              | Arbitrage : Eddy Maillet   | Arbitrage : Eddy Maillet |